# Nagpur (Division)
Nagpur (Marathi नागपूर विभाग) ist eine Division im indischen Bundesstaat Maharashtra. Sie ist Teil der Region Vidarbha.

## Geschichte
Die Division entstand 1861 bei der Vereinigung der Provinz Nagpur, zu der das Gebiet davor gehörte, mit den Saugor und Nerbudda Territorien zu den Central Provinces. Nach der Gründung des Staates Indien kam das Gebiet zunächst zu Madhya Pradesh; am 1. November 1956 wurde eine Grenzkorrektur nach linguistischen Gesichtspunkten vorgenommen. Dabei kam die Division Nagpur bis auf den Distrikt Balaghat, der zu Madhya Pradesh kam, zum Staat Bombay. An der Sprachgrenze Gujarati-Marathi wurde 1960 die Grenze zwischen Gujarat und Maharashtra gezogen, wobei die Division zu Maharashtra kam.

## Distrikte
Die Division  gliedert sich in sechs Distrikte:
| Distrikt   | Hauptstadt | Fläche in km² | Einwohner (Stand: 2001) | Bev.-Dichte in E/km² |
| ---------- | ---------- | ------------- | ----------------------- | -------------------- |
| Bhandara   | Bhandara   | 3.890         | 1.135.835               | 292                  |
| Chandrapur | Chandrapur | 10.690        | 2.071.101               | 155                  |
| Gadchiroli | Gadchiroli | 14.412        | 970.294                 | 67                   |
| Gondia     | Gondia     | 4.843         | 1.200.151               | 247                  |
| Nagpur     | Nagpur     | 9.897         | 4.051.444               | 409                  |
| Wardha     | Wardha     | 6.310         | 1.236.736               | 196                  |